# Chaetostomella

Chaetostomella es un género de moscas de la fruta perteneciente a la familia Tephritidae. Hay 16 especies descritas de Chaetostomella. La mayoría de las especies se encuentran en el Paleártico, una sola (Chaetostomella undosa) en el Neártico.

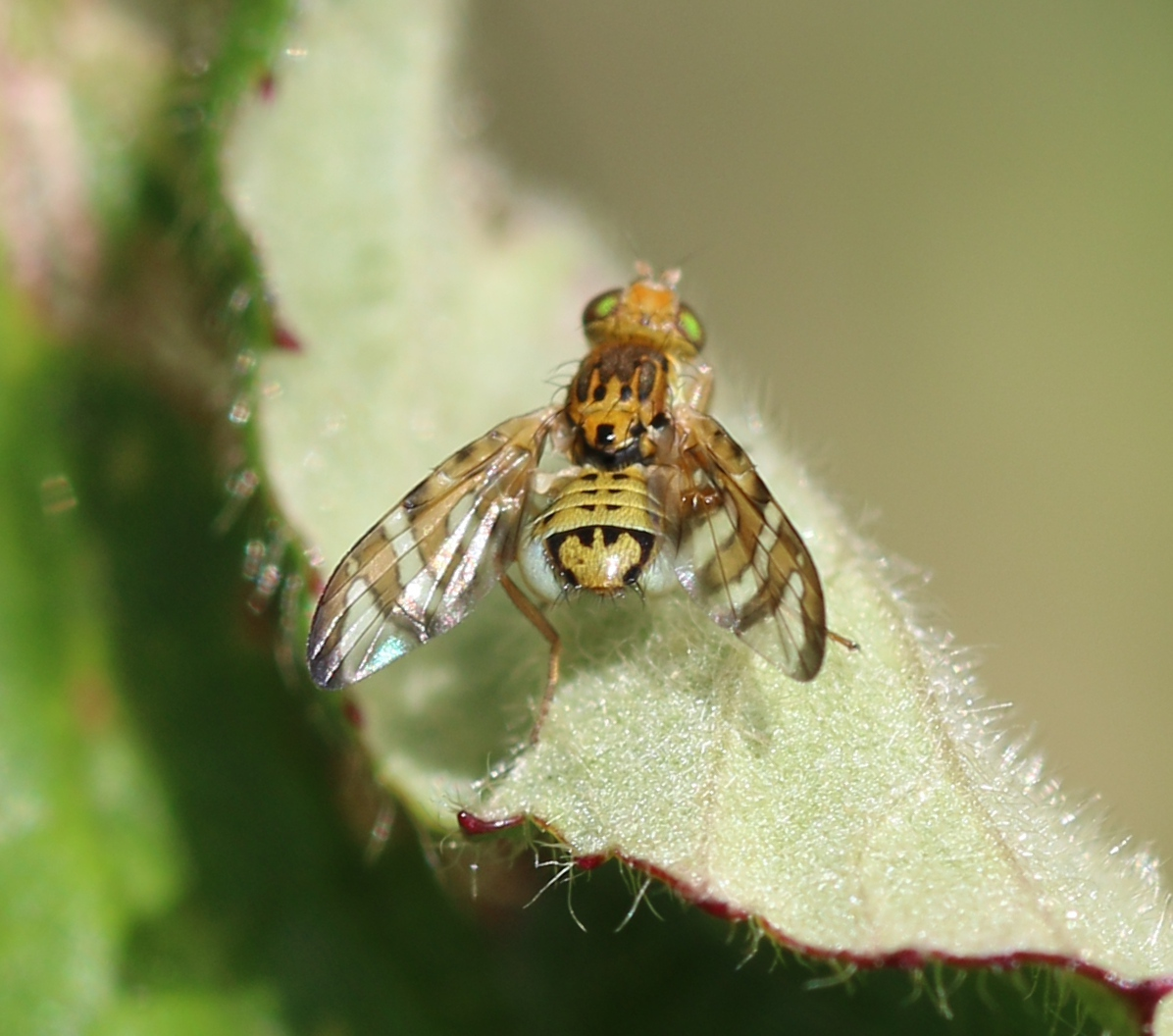
Chaetostomella cylindrica

## Especies
- Chaetostomella alini Hering
- Chaetostomella baezi Merz
- Chaetostomella completa Kapoor, Malla & Ghosh
- Chaetostomella cylindrica Robineau-Desvoidy
- Chaetostomella erdenezuu Dirlbekova
- Chaetostomella lenta Richter
- Chaetostomella nigripunctata Shiraki
- Chaetostomella rossica Hendel
- Chaetostomella similis Chen
- Chaetostomella sphenellina Hering
- Chaetostomella steropea Rondani
- Chaetostomella stigmataspis Wiedemann
- Chaetostomella trimacula Hering
- Chaetostomella undosa Coquillett
- Chaetostomella vibrissata Coquillett
- Chaetostomella zhuravlevi Basov